# August Wöhler

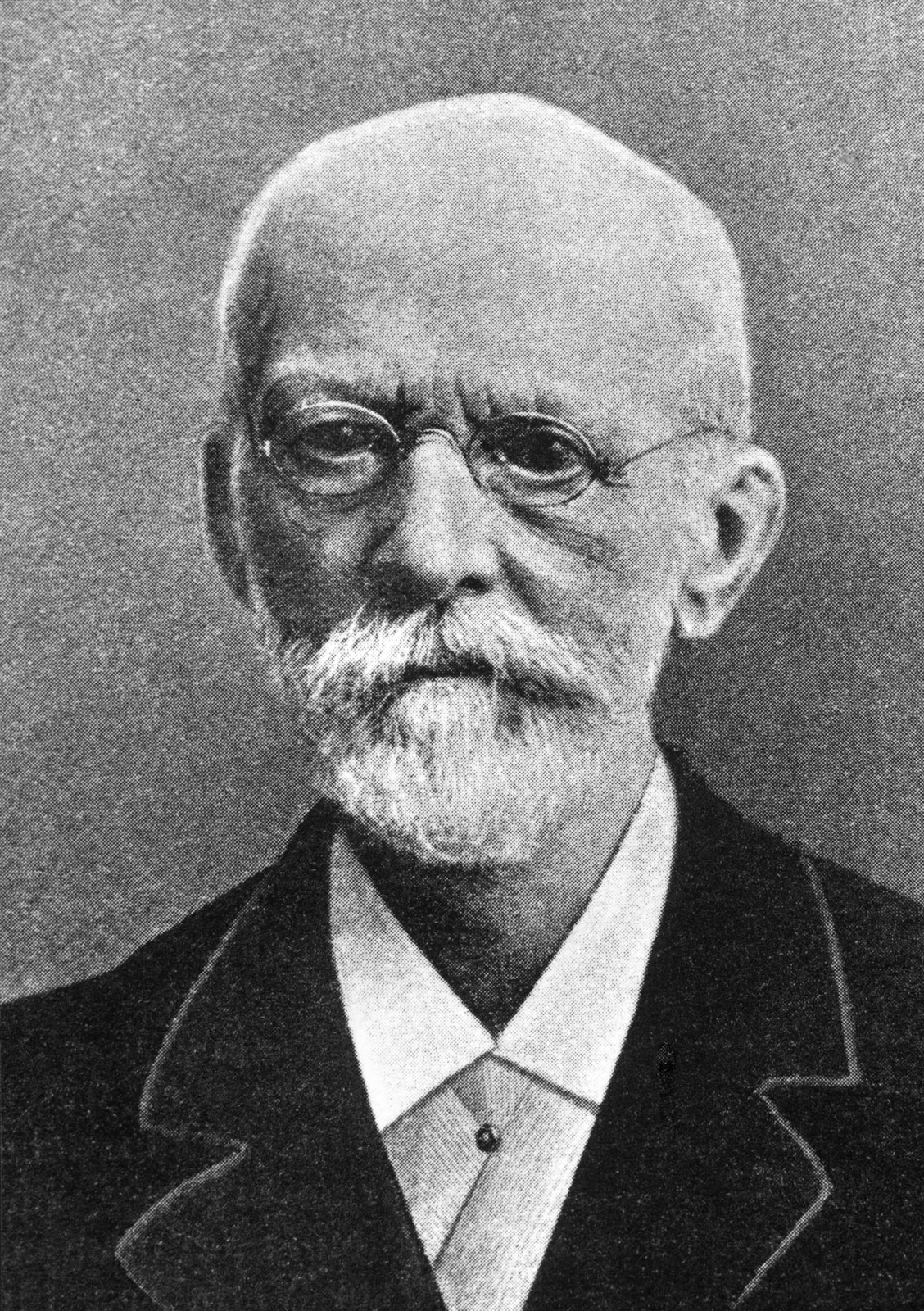
August Wöhler

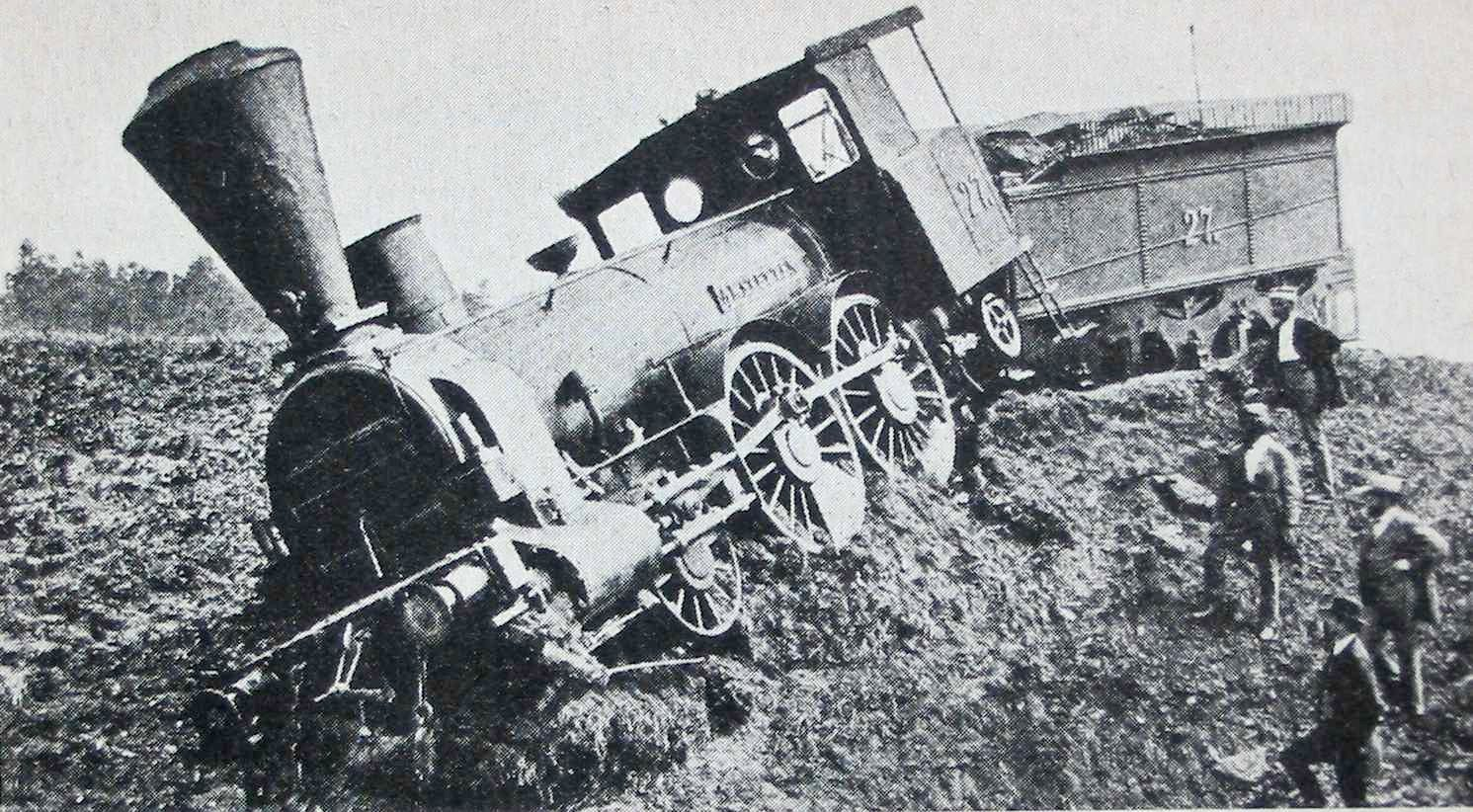
Entgleisung der Amstetten am 19. Oktober 1875

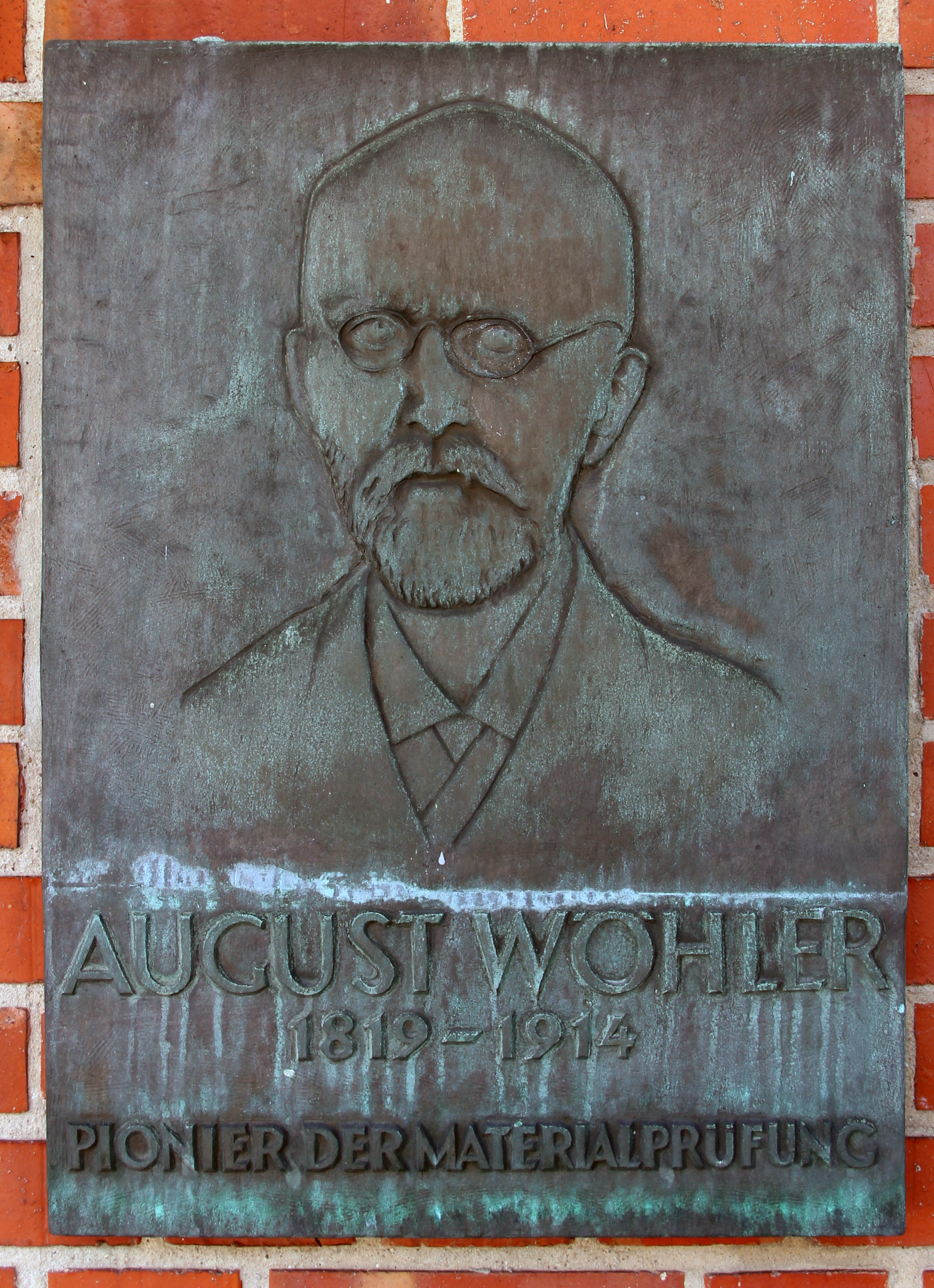
Gedenktafel auf dem Gelände der Bundesanstalt für Materialforschung und -prüfung, Unter den Eichen 87, in Berlin-Lichterfelde

August Wöhler (* 22. Juni 1819 in Soltau; † 21. März 1914 in Hannover) war ein deutscher Eisenbahn-Ingenieur. Er erforschte die Werkstoffe Stahl und Eisen. Die nach ihm benannte Wöhlerlinie stellt für einen Werkstoff unter Schwingbelastung den Zusammenhang zwischen Bruchlastspielzahl und Ausschlagsspannung dar.

## Leben
August Wöhler wurde 1819 in Soltau in der Lüneburger Heide geboren. Sein Vater war dort Lehrer, sodass er von ihm unterrichtet wurde. Er fiel auf durch seine mathematische Begabung. Dies führte dazu, dass die weitere Ausbildung auf der Höheren Gewerbeschule in Hannover (spätere Technische Hochschule) stattfand. Auf Grund seiner vorzüglichen Zeugnisse erhielt er vom Gewerbeverein für Hannover ein mehrjähriges Stipendium "um seine fernere Ausbildung durch Anschauung von Maschinenfabriken im Ausland zu fördern. Er ging nicht nach England oder Frankreich, sondern nach Berlin, das von Hannover aus gesehen damals Ausland war. 21-jährig war er als Volontär für Borsig tätig. Borsig war Hersteller von Weichen, Drehscheiben und Wasserkränen, wobei Wöhler mit der Aufstellung dieser Anlagen auf Neubaustrecken beschäftigt war. Die erste Lokomotive von Borsig wurde 1841 hergestellt. 1843 trat Wöhler in den Dienst der Königlich Hannoverschen Eisenbahndirektion, die ihn zunächst nach Belgien zum Lernen des Lokomotivfahrens schickte, um ihn dann als Maschinenverwalter einzustellen.
Vier Jahre später wurde er als Obermaschinenmeister an die Niederschlesische-Märkische Bahn berufen. Sein Dienstsitz war 23 Jahre lang Frankfurt a. O., wo sich die Hauptreparaturwerkstatt der Bahn befand. Hier führte er seine Schwingfestigkeitsversuche durch, die ihn berühmt gemacht haben. Sowohl seine Vorgesetzten als auch er selbst betrachteten diese als eine Nebentätigkeit. Wöhler hat zu dieser Zeit auch zahlreiche andere Eisenbahnprobleme behandelt und in Veröffentlichungen dargestellt. Genannt sei nur sein Antiblockiersystem für Eisenbahnräder. 1852 wurde er Mitglied der vom Preußischen Minister eingesetzten "Kommission für Untersuchung von Lokomotiven resp. Ermittlung der besten Konstruktionsverhältnisse derselben". Die sehr häufigen Achsbrüche an Eisenbahnfahrzeugen waren der Anlass für die Berliner Bauakademie, Messungen über die Verdrehung und Biegung der Achsen im Betrieb und Dauerversuche durchzuführen. Ab 1856 wurde Wöhler allein mit entsprechenden Untersuchungen betraut.
1870 schied Wöhler aus dem Staatsdienst aus und wurde Direktor der Norddeutschen Aktiengesellschaft für Eisenbahnbedarf in Berlin. 1874 ging er als Eisenbahndirektor und Mitglied der Generaldirektion der Reichseisenbahnen in den Reichsdienst nach Straßburg, das damals eine deutsche Stadt war. Hier wurde er auch Mitglied des technischen Ausschusses des Vereins Deutscher Eisenbahnverwaltungen, wo er 1876 den Antrag zur "Einführung einer staatlich anerkannten Klassifikation für Eisen und Stahl" (Festigkeitsvorschriften) stellte. Die Klassifikation der Werkstoffe stieß bei der Industrie auf starken Widerstand, hat sich aber im Laufe der Zeit mehr und mehr durchgesetzt. Die Einrichtung der ersten Materialprüfungsanstalt erfolgte 1904. Dies war das Königliche Materialprüfungsamt in Berlin Groß-Lichterfelde, d. h. es ist das Stammgelände der heutigen Bundesanstalt für Materialforschung und -prüfung (BAM).
77-jährig erhielt Wöhler, der ja keine akademische Ausbildung durchlaufen hatte, die Grashof-Denkmünze, also die höchste Ehrung des VDI, und 83-jährig ernannte ihn die Technische Hochschule Berlin zum Doktor-Ingenieur ehrenhalber für seine Verdienste auf dem Gebiet des Materialprüfwesens. Das war das erste Mal in Berlin, dass diese Doktorwürde für Verdienste in der Technik verliehen wurde.
Über A. Wöhler sind zwei ähnliche Biografien bekannt, die sich auf Wöhlers eigene Aufzeichnungen zurückführen lassen.

## Leistungen
Bevor Wöhler den Zusammenhang zwischen Bruchlastspielzahl und Ausschlagsspannung erforscht hat, ist es im praktischen Betrieb (etwa im Eisenbahnbetrieb) immer wieder zu schweren Unfällen infolge gebrochener Radsatzwellen gekommen, obwohl Maschinenbauteile im Sinne der klassischen, statischen Festigkeit korrekt ausgelegt waren.
Am 19. Oktober 1875 entgleiste die Lokomotive Amstetten auf der Strecke Salzburg–Linz und kam anschließend aufrecht zum Stillstand. Ursache der Entgleisung war ein gebrochener Radreifen, welcher der Dauerumlaufbelastung nicht standgehalten hatte. Die Tatsache, dass der wechselbeanspruchte Werkstoff eine geringere Belastbarkeit aufweist als der statisch belastete, war damals noch nicht bekannt. Diese Zusammenhänge wurden erst durch August Wöhler aufgedeckt.
Nach ihm wurde der Wöhlerversuch benannt, ein Versuch zur Ermittlung der Dauerschwingfestigkeit.

## Ehrungen
- Am 2. Mai 1883 wurde ihm die Medaille für Verdienste um das Bauwesen „in Silber“ verliehen.[8]
- 1896 wurde er mit der Grashof-Denkmünze des Vereins Deutscher Ingenieure ausgezeichnet.
- 1901 war er einer der ersten, die von der TH Berlin den Ehrendoktortitel erhielten.
- Wöhler war Ehrenmitglied im Architekten- und Ingenieur-Verein Hannover[9]
- Zu Ehren Wöhlers wurden in seiner Heimatstadt Soltau eine Straße und die Realschule nach ihm benannt.
- Seit 2001 verleiht der Deutsche Verband für Materialforschung und -prüfung e. V., Berlin die „August-Wöhler-Medaille“ für herausragende Leistungen auf dem Gebiet der Werkstoffmechanik, Schwingfestigkeit und Bruchmechanik.